# أنجلو بينيا
أنجلو بينيا (بالإسبانية: Angelo Peña) هو مدرب كرة قدم ولاعب كرة قدم فنزويلي في مركز الوسط، ولد في 25 ديسمبر 1989 في ماردة في فنزويلا. شارك مع منتخب فنزويلا تحت 20 سنة لكرة القدم ومنتخب فنزويلا لكرة القدم. أما مع النوادي، فقد لعب مع سبورتينغ براغا ومينيروس دو غويانا ونادي بورتيمونينسي ونادي كاراكاس ونادي ناوتيكو.

## وصلات خارجية
- أنجلو بينيا على موقع إي إس بي إن إف سي (الإنجليزية)
- أنجلو بينيا على موقع قاعدة بيانات كرة القدم.إي يو (الإنجليزية)
- أنجلو بينيا على موقع ناشيونال فوتبول تيمز (الإنجليزية)
- أنجلو بينيا على موقع Soccerway.com (الإنجليزية)
- أنجلو بينيا على موقع AS.com (الإسبانية)